# Сомовит
Со̀мовит е село в Северна България. То се намира в община Гулянци, област Плевен на река Дунав. Сомовит и Езерово (обл. Варна) са единствените села в България с железопътна гара и пристанище.  В селото живеят 473 души по настоящ адрес към 15 март 2025 г. според ГРАО. 

## География
Село Сомовит е на 12,2 км западно от Никопол, 11,5 км североизточно от общинския център Гулянци, на 42 км североизточно от областния център Плевен и на 197 км североизточно от столицата София. Разположено е на десния бряг на река Дунав и животът на неговите жители е тясно свързан с голямата река. Срещу селото северозападно се намира големият румънски остров Калновац и на изток плътно до него по-малкият Ма̀ре. Между тях и Сомовит е основното разклонение (ръкав) на Дунав, по което минава талвегът на реката и границата между България и Румъния. На около 2 км югозападно от селото, в Дунав се влива българската река Вит, а на 3 км североизточно, при събирането на двете разклонения на Дунав – голямата румънска река Олт. Срещу остров Маре, отвъд румънския ръкав на Дунав, е остров Мик, а северно до него се намира село Ислаз (около 5 хил. жители) от окръг Телеорман, област Олтения в южната част на Румъния - най-близкото до Сомовит румънско селище, на 5 км път по вода и суша. Румънския град Турну Мъгуреле е на 18 km от Сомовит. Най-близките български селища са селата Долни Вит, на 3 км югозападно и Черковица, на 6,8 км източно.
Климатът е умереноконтинентален със студена зима и топло лято, количеството на валежите е малко. В землището преобладават акациеви и тополови дървета.
Заедно с Никопол образува гранично-пропускателен пункт Сомовит – Никопол. След Русе, Лом и Видин, Сомовит е следващото по важност дунавско пристанище (смята се като пристанище на Плевен). Свързано е с жп линия Плевен – Ясен – Черковица, която минава през центъра на селото. 

## История

### В древността
В миналото рибарите от селото продавали големи сомове в цялата страна, някои от които от река Вит и от там е произлязло името му Сомовит. Хора живеят тук от III – IV век преди новата ера. Има , както и некрополи, бронзови монети и други обекти от римската епоха.
Поради благоприятното географско разположение край брега на реката тук от най-дълбока древност е имало пристан за лодки и кораби. На запад от селото се намира просторната Чернополска низина (бивша Карабоаз) с площ около 200 хил. дка, дъно на голямо пресъхнало езеро между реките Дунав, Вит и Искър. Землището на селото е богато на археологически находки още от най-дълбока древност. Има останки от траките и римляните. Днес още личат останките от големия римски град Улпия Ескус, край с. Гиген. Край Сомовит е преминавал римския път за гр. Нове (при Свищов). Изследванията на археолозите през 1969 г. показват, че тук е била изградена крепостта Луцернария бургон , което означава „Кула снабдена с лампа“ – светещ кастел. Намирала се е в североизточния край на селото 43°41'37" N, 24°46'48" E (43.6932802399436 с. ш., 24.78703191476263 и. д.). В района на Сомовит са разкрити находки от тракийско време, както и некрополи, бронзови монети и други обекти от римската епоха. В края на VI век аварите унищожават напълно Палациум /дн. Байкал/, Ескус /дн. Гиген/, Утус /дн. Гулянци/ и Луцернария бургон /дн. Сомовит/ в Карабоазката низина /дн. Черно поле/.

### Феодализъм и капитализъм
През средновековието Сомовит израства като значимо речно селище с определено значение. През 1718 г. в навигационната карта, издадена във Виена, селото е отбелязано с името Сомовник. След 1868 г. пристанището на Сомовит силно се развива, като тук се товарят много шлепове със зърно за Горни Дунав. Икономическото развитие на селището в средата на XIX век поражда необходимостта и от образование. Будният жител на селото Иван Сагинов, следа като учил две години в Никопол, открива след 1850 г. първото училище в Сомовит. През 1859 г. започва строителството и на църквата „Св. Николай“, осветена през 1869 г. През 1986 г. Валентин Цветанов става поп. На 3/15 юли 1877 г. руски войски от Западния отряд, командвани от полковник Иван Тутолмин, настъпват от Милковица към Никопол и освобождават Сомовит от османско владичество, а вечерта се установяват на лагер по височините южно от селото. На руската топографска карта от 1878 г. селото е отбелязано като Самовидъ. Училищната сграда от 4 класни стаи за основното училище е изградена през 1888 г., а през 1899 г. в селото се открива и прогимназия. През 1936 – 1937 г. е изградена голяма триетажна училищна сграда. За нуждите на изграждащата се жп линия София – Варна ускорено била изградена и жп линия Сомовит – Ясен през 1899 г., по която пристигали материали от Европа за железницата.
В началото на XIX в. хората започнали да засаждат по един или два декара акациеви дръвчета в стръмните ниви, за да се сдобият след време със строителни материали и с дърва за огрев. Такива гори са засадени в местността Чѐрковския дол по двете стръмни страни където има 400 декара акациева гора. Стръмнините са заселени и в местността Воденичния дол – там има около 200 декара акациева гора, която е засадена през 1951 г. През периода 1930 – 1931 г. са засадени с акациеви дървета и празните места над селото (близо 120 декара). Общо в землището на Сомовит има 1500 декара акациева гора и около 200 декара тополова гора.
По време на войните през 1912 – 1918 г. от селото са загинали 44 души. Стопанската криза след войната активизира политическата дейност. В селото се изграждат и активно работят организациите на БЗНС и БРСДП (БКП). Местната интелигенция е носител и на нови идеи в помощ на хората. През 1919 г. тук е учредена потребителна кооперация, за ръководство на която са избрани Флори Павликянов, Тодор Радоканов, Ангел Мушатов и др. През 1927 г. е основано читалище „Пробуда“ по инициатива на учителите Цветан Недушев и Кръстю Ницов. Активна дейност развиват Въздържателното дружество, Физкултурното дружество „Дунавска чайка“ с двата футболни отбора през 1930 г., Женското дружество, създадено през 1939 г.
Жп линия и пристанището през тези години създават възможност за ускорено икономическо развитие на селото и района. През 1932 г. в района на пристанището е монтиран генератор за прав ток задвижван от локомобил (съставна дума формирана от думите локомотив и автомобил; локомобилът е вид превозно средство, чийто двигател ползва сгъстена водна пара, получена в резултат от водата [водата е в ролята на тяга], преобразувала се в пара вследствие на нагретите в котела въглища), ползван за осветление на пристанището, жп гара и митницата. Пристанището се разширява, монтират се кранове, строят се складове. На 17 март 1935 г. през него минават първите 2-а български пътнически кораба – от Русе за Видин потегля в първия си пътнически рейс параходът „Вит“, а от Видин за Русе тръгва параходът „Искър“. Това са бивши влекачи, преустроени в Русенската корабостроителница. Имат дължина 35 м, ширина 7 м и парни машини с мощност 160 к. с. След преустройството могат да превозват до 400 пътници и 20 т товар. Датата 17 март се счита за рожден ден на „Параходство Българско речно плаване“ АД и става негов ежегоден празник. Отначало съществува като предприятие „Речно крайбрежно плаване“ /РКП/, отдел в Главна дирекцията на железниците. Създадено е негово подразделение и в сградата на пристанище Сомовит.

Със съдействието и участието на германски специалисти са изградени вкопани в крайбрежните скали цистерни и е създадена петролна база.

### Социализъм
След 1944 г. селото достига най-високото си икономическо и обществено развитие. Между крайбрежните скали и Дунав е прокопан тесен път, през който жп линия е удължена до Черковица. В периода 1951 – 1966 г. в селото са изградени над 300 нови къщи, напълно е електрифицирано и водоснабдено, читалището развива активна културна дейност. Изграденото ТКЗС, потребителната кооперация и другите предприятия в селото, сред които най-значителни са „Рудметал“ и складова база „Петрол“, създават работа и осигуряват добри доходи за населението.

Пристанището работи като товарно и пътническо. Плават редовно пътническите кораби: големите „Георги Димитров“ (до 1979 г.), „Александър Стамболийски“ и „Димитър Благоев“ (до 1982 г.) и малките „Георги Кирков“ (15 януари 1969 – декември 1980), „Цанко Церковски“, „Христо Смирненски“ и „Сава Ганчев“ (дължина 19,90 м, ширина 4,50 м, мощност на главния двигател 100 к. с., капацитет 140 пътници). От 14 юни 1962 г. започват да плават руски бързи пътнически кораби на подводни криле (КПК) „Ракета“. Те са с дължина 27 м, ширина 4,40 м, газене 1,10 м, скорост 60 км/ч и имат 64 места. От 1968 г. пътуват и по-големите и по-бързоходни КПК „Метеор“ с дължина 34,60 м, ширина 5,60 м и газене 1,20 м, скорост 65 км/ч и места за 116 пътника. Плават 7 „Метеор“‑а. През 1982 г. през пристанище Сомовит пътува първият КПК „Възход“ с дължина 27,60 м, ширина 5,20 м и газене 1,10 м, скорост 70 км/ч и капацитет 71 пътника. През 1987 г. и 1988 г. са доставени още два „Възход“-а. С тях се пътува от Русе до Сомовит за 2 часа и от Сомовит до Видин за около 4 часа. . Бюфетът в района на пристанището прераства в крайбрежен ресторант с бунгала с панорамен изглед към река Дунав. Към 1985 г. жителите на селото достигат 1300 души.

### Демокрация
След 1989 г. настъпва период на приватизация и стагнация. Предприятието „Рудметал“ е преименувано в „Металснаб“. Постепенно оборотът му намалява, складовете се изпразват и престава да функционира. Пристанището е взето на концесия през 2005 г. от варненската фирма „Октопод – С“ и работи само като товарно. Оборудвано е с 5 крана. Районът му е заграден и свободният достъп до него е прекратен. Пътнически кораби не пътуват. Българският речен пътнически флот с кораби на подводни криле „Ракета“ и „Метеор“ е ликвидиран през 1994 г. Плавателните съдове са продадени за ресторанти и за старо желязо. През 2000 г. украинска фирма обявява, че се подготвя да възстанови същото лято пътническото корабоплаване в българския участък на река Дунав. Идеята не се реализира.
Населението на Сомовит от 1985 до 2016 г. намалява двойно. Закрито е училището. Детската градина продължава да функционира.
След 2005 г. по европейски проект е модернизиран центърът със сградите на читалището и жп гара. Построен е нов площад с ограда, спортна площадка и детски кът. Сградата на жп гара става най-благоустроената по линията Ясен – Черковица. Складова база „Петрол“ продължава да работи.
Днес в центъра на селото има магазин за хранителни стоки, поща, агенция „Митници“ и база „Петрол“. Има функционираща сграда на Здравна служба. За здравето на хората се грижат един общопрактикуващ лекар и един стоматолог. Основно училище има в с. Милковица. Най-близките средни училища, медицински център и болница са в градовете Гулянци и Никопол.

## Икономика

### Пристанище Сомовит
В селото е едно от големите речни пристанища на река Дунав, с национално значение. До 90-те години на XX век е работило като товарно и пътническо. Сега се използва само за товари и е ограничено за свободно посещение. Пристанището е свързано чрез железопътна връзка с линията Ясен – Черквица и има възможност за претоварване.

### Вятърна електроцентрала
Близо до южния край на селото има вятърен парк за произвеждане на електрически ток – ВяЕЦ „ВЕЛГА“. В Сомовит се намира най-високия на Балканския полуостров вятърен перков електрически генератор. През 2007 г. ловешка фирма пуска първия в региона ветроенергиен парк. През февруари 2009 г. се пуска в експлоатация четвърти генератор. Новата инсталация, на стойност около 3,2 млн. евро произвежда максимална енергия по 2,5 мегавата на час при добър вятър от над 12 метра в секунда. Височината на съоръжението е над 80 метра, а размерът на витлото, което захранва турбината от вятъра е 45 метра. След пускането на генератора общият капацитет на парка достига 4,350 мегавата на час електроенергия. 
На 6 февруари 2012 г. китайската компания „Минг Янг Пауър Груп“ доставяа 3 турбини за 4,5-мегаватов вятърен парк край Сомовит, които да заработят през юли същата година. 
През декември 2020 г. е направено инвестиционно предложение за демонтиране на 3 стари вятърни генератора с обща  мощност 1,8 MW и монтиране на тяхно място на 2 нови вятърни генератора с мощност 2,0 MW всеки, както и за построяването на 5 когенератори на природен газ, с мощност по 1 MW, за продажба на електроенергия и производство на топлоенергия за собствени нужди. На 5.IV.2021 г. e предложено разширение на съществуващия вятърен парк „Велга 2“, с мощност 2,5 MW чрез строителство и монтаж на 1 вятърен генератор с мощност 2 MW, височина на кулата 100 метра и диаметър на ротора 80 м. На 31.I.2022 г. е направено инвестиционно предложение за изграждане на нов вятърен парк „Велга 3“, с мощност до 5 MW от 2 вятърни генератори с мощност до 2,5 MW, височина на кулата до 120 метра и диаметър на ротора до 110 м. 

## Население
| \| Година на преброяване \| Численост \| \| --------------------- \| --------- \| \| 1934 \| 1780 \| \| 1946 \| 1794 \| \| 1956 \| 1675 \| \| 1965 \| 1627 \| \| 1975 \| 1479 \| \| 1985 \| 1306 \| \| 1992 \| 1123 \| \| 2001 \| 894 \| \| 2011 \| 643 \| \| 2021 \| 445 \| |           |
| Година на преброяване | Численост |
| 1934 | 1780      |
| 1946 | 1794      |
| 1956 | 1675      |
| 1965 | 1627      |
| 1975 | 1479      |
| 1985 | 1306      |
| 1992 | 1123      |
| 2001 | 894       |
| 2011 | 643       |
| 2021 | 445       |

При преброяването в България през 2011 г. населението на Сомовит е било 643 жители. От етническа гледна точка по-голямата част от жителите – 93,15 % са били българите. За 6,84 % от населението не е известна етническата принадлежност. 
При преброяването през септември 2021 г. са регистрирани 445 жители според НСИ. 

## Религии
Населението се състои изцяло от православни християни.

## Културни и природни забележителности
От селото се разкрива красива панорамна гледка към река Дунав. Днес реката е добро място за риболов, както и за плаж и почивка. Встрани от пристанището има плажове с рибарски лодки.

## Редовни събития
Преплуване на река Дунав. В миналото традицията е била с масово участие.
Традиционният събор на селото е на 28 август всяка година. Тържеството с музикална концертна и танцова програма се провежда вечерта в най-близката събота до тази дата.

## Кухня
Традиционни за района ястия са: рибена чорба, баница, качамак, козунак, погача, кьопоолу.
В Сомовит има добре развити традиции в производството на домашно вино и ракия. Виното най-често се прави самоток. Най-разпространеният винен сорт грозде е терéс.

## Личности

### Родени в Сомовит
- Маруца Живкова – майката на Тодор Живков
- Войну Маринов (1915 – 1973) – хирург, бивш министър на здравеопазването на Румъния
- Вили Кавалджиев (1945 – 2010) – музикант, блус-рок певец и изявен антикомунист

## Други

### Спорт
В Сомовит е популярен риболовът. В миналото селото е имало футболен отбор „Дунавска чайка“, който е играл в „А“ окръжна група.

### Нос Сомовит
Морският нос Сомовит на остров Робърт, Южни Шетландски острови е наименуван в чест на село Сомовит. 